# Mique Beltrán
Pour les articles homonymes, voir Beltran.
Mique Beltrán, dit Mique (né en 1959 à Venta del Moro) est un auteur de bande dessinée espagnol. Issu de la scène underground, il se révèle au grand public dès 1982 avec sa série Cléopâtre, publiée dans le mensuel Cairo. Auteur phare des années 1980, il se dirige vers le théâtre et l'animation dans la décennie suivante, tout en continuant à créer de nouvelles séries, comme Marco Antonio, dont les dernières planches paraissent en 1999. Depuis, Beltrán se consacre à l'animation et au cinéma.

## Œuvres publiées en français
- Une aventure de Cléopâtre (Una aventura de Cleopatra, Artefact, coll. « La Graphe » :

1. La Pyramide de cristal (La pirámide de cristal), 1985.
2. Passeport pour Hong-Kong (Pasaporte para Hong-Kong), 1985.

- Femmes fatales (scénario), avec Max (dessin) (Mujeres fatales), Albin Michel, 1989.

## Prix
- 1988 : Prix Haxtur de la meilleure histoire courte pour Une aventure de Cléopâtre : Macao[réf. souhaitée]